# Yenumalapalle
Yenumalapalle es una  ciudad censal situada en el distrito de Anantapur en el estado de Andhra Pradesh (India). Su población es de 10482 habitantes (2011). Se encuentra a 74 km de Anantapur y a 113 km de Bangalore. 

## Demografía
Según el censo de 2011 la población de Yenumalapalle era de 10482 habitantes, de los cuales 5583 eran hombres y 4899 eran mujeres. Yenumalapalletiene una tasa media de alfabetización del 73,89%, superior a la media estatal del 67,02%: la alfabetización masculina es del 82,07%, y la alfabetización femenina del 64,50%.